# Перелюбка (річка)
Перелюбка — річка в Україні у Корюківському районі Чернігівської області. Ліва притока річки Слот (басейн Десни).

## Опис
Довжина річки приблизно 6,09 км, найкоротша відстань між витоком і гирлом — 4,96  км, коефіцієнт звивистості річки — 1,23 . Формується декількома безіменними струмками та загатами.

## Розташування
Бере початок на північній стороні від озера Горілий Мох. Тече переважно на північний схід через село Перелюб і на півенно-західній околиці села Баляси впадає у річку Слот, ліву притоку Ревни.